# Jorge III do Chipre
Jorge (em grego:  Γεώργιος; nascido: Georgios Papachrysostomou, em grego:  Γεώργιος Παπαχρυσοστόμου; 25 de maio de 1949, Athienou, Chipre Britânico) é o atual Arcebispo de Chipre desde 8 de janeiro de 2023.
Era metropolita da Diocese de Pafos desde 2006 e, desde 7 de novembro de 2022, lugar-tenente da Igreja de Chipre. Em 24 de dezembro de 2022, foi eleito Arcebispo de Chipre. Ele "assumiu formalmente as suas novas funções" a partir de domingo, 8 de janeiro de 2023, após a cerimónia de entronização na Catedral de São Barnabé em Nicósia, Chipre.

## Início da vida
Jorge nasceu em Athienou em 1949, uma vila no Chipre. Ele estudou química na Universidade Kapodistrian de Atenas entre 1968 e 1972, depois fez cursos de teologia entre 1976 e 1980. Em 23 de dezembro de 1984, foi ordenado diácono na Igreja de Chipre e em 17 de maio de 1985, sacerdote e arquimandrita pelo arcebispo Crisóstomo I do Chipre.

## Carreira administrativa
Em 1994, tornou-se Secretário do Santo Sínodo da Igreja de Chipre. Paralelamente às suas funções eclesiásticas, atuou como professor de química em escolas secundárias cipriotas. Foi preso e abusado pelas tropas de ocupação turcas em Chipre e apresentou um recurso em 1989 contra a Turquia no Tribunal Europeu dos Direitos Humanos (n° 15300/891), que resultou na primeira condenação da Turquia (507/3.2.94) por violação dos direitos humanos em Chipre.
Em 1996, foi eleito bispo de Arsinois.
Em 29 de dezembro de 2006, foi eleito por unanimidade para substituir Crisóstomo II do Chipre como Metropolita de Pafos. Entretanto, tornou-se chefe dos assuntos ecuménicos da Igreja de Chipre, bem como chefe do seu comité de bioética.

## Eleição arquiepiscopal de 2022
Em 7 de novembro de 2022, após a morte de Crisóstomo II de Chipre, tornou-se lugar-tenente da Igreja de Chipre enquanto se aguardava a eleição episcopal que determinaria o próximo arcebispo. Ele anunciou a morte do arcebispo na televisão cipriota e grega e apelou a todos os fiéis para prestarem as suas últimas homenagens aos restos mortais do falecido arcebispo.
Crisóstomo II foi sepultado em 12 de novembro de 2022 na Catedral do Apóstolo Barnabé em Nicósia, onde estão sepultados os Arcebispos de Chipre. A cerimónia foi presidida por Jorge de Pafos e contou com a participação, entre outros, do Presidente de Chipre, o Patriarca de Constantinopla, o Patriarca de Alexandria, o Arcebispo da Grécia e o Presidente da Grécia.
Ele foi responsável por organizar a realização adequada das eleições arquiepiscopais cipriotas de 2022.

## Arcebispo do Chipre
Em 24 de dezembro de 2022, foi eleito Arcebispo do Chipre pelo Santo Sínodo, com 11 votos a favor em 16. A cerimônia de entronização do Arcebispo ocorreu no domingo, 8 de janeiro de 2023, na Catedral de São Barnabé em Nicósia, Chipre. No seu discurso, afirmou que o seu objetivo é “revigorar a mensagem cristã no discurso espiritual moderno”, continuar o “alcance da Igreja aos pobres” e “transmitir que o pensamento científico não está em conflito com os preceitos do cristianismo”.